# Les Vivants et les Morts (roman)
Pour les articles homonymes, voir Les Vivants et les Morts (mini-série).
Les Vivants et les Morts est un roman de Gérard Mordillat paru le 12 janvier 2005 aux éditions Calmann-Lévy et ayant reçu la même année le grand prix RTL-Lire. Il a été adapté pour la télévision par son auteur même, dans la mini-série Les Vivants et les Morts (2010).

## Résumé
Le livre est l’histoire d’une  lutte sociale pour la survie de l'emploi. Des ouvriers de la KOS se battent pour la sauvegarde de leur outil de travail dans une région durement touchée par la régression du tissu industriel. 

## Réception critique
Pierre Lepape dans Le Monde diplomatique considère qu'il s'agit « d'un grand roman populaire ».

## Éditions et traductions
- Éditions Calmann-Lévy, 2005  (ISBN 978-2702135389)[3].
- Le Livre de poche, 2010  (ISBN 978-2253114475).